# Танака, Сёхэй
Тана́ка Сё́хэй (яп. 田中 正平, 12 июня 1862, пос. Яхата уезда Михара провинции Авадзи — 16 октября 1945, пос. Тиёда уезда Самбу преф. Тиба) — специализировавшийся в области музыкальной акустики японский физик, теоретик музыки, инженер-машиностроитель и государственный деятель. Известен своими исследования чистого строя, которые были мотивированы утопическим желанием подготовить гармонический фундамент для эволюции традиционной японской музыки в полифоническом направлении, а также изобретением «Энгармониума», фисгармонии, позволявшей играть в чистом строе. Считается одним из основоположников современного японского музыковедения. Научные труды писал на японском и немецком языках. Сочинения на немецком подписывал как «Shohé Tanaka».

## Биография

### Ранние годы
Родился в 1862 году в уезде Михара провинции Авадзи (ныне посёлок Касютатэгавасэ под городом Минамиавадзи). С детства демонстрировал прекрасный слух, увлекался нингё дзёрури, собирал насекомых и устраивал между ними воображаемые соревнования по издаваемым им звукам. В 1874 году начал обучение в Осакской школе иностранных языков, затем перевёлся в Токийскую школу английского языка. В апреле 1877 года начал обучение в Токийском кайсэйсё (действовавшая с периода Бункю система институтов доуниверситетского образования с уклоном на подготовку специалистов-«международников»).

### Университетские годы (1878—1883)
В 1878 году поступил на естественнонаучный факультет Токийского императорского университета. В числе однокурсников Танаки были сыгравшие существенную роль в становлении японской науки и импорте европейских научных знаний физик Танакадатэ Айкицу и математик Фудзисава Рикитаро. В студенческие годы под влиянием преподававшего в качестве приглашённого лектора в Токийском университете Томаса Корвина Менденхолла заинтересовался музыкальной акустикой через полемику с ним: Менденхолл постулировал то, что западноевропейская музыка построена в соответствии с законами природы, из чего следовала «неестественность» музыки японской, что противоречило интуициям Танаки и стимулировало начало им исследований в данной области. С другой стороны, Менденхолл был убеждён, что понимание музыки является необходимым условием для успешного изучения физики, и в кабинете физики в этой связи находился небольшой орган, к которому Танака имел непосредственный доступ. Кроме того, именно Менденхолл познакомил Танаку с понятием о чистом строе: по субботам он имел обыкновение приглашать студентов к себе домой, играл им на скрипке и излагал основы теории музыки. Под влиянием Менденхолла Танака стал пробовать себя в пении популярных американских песен и даже исполнял их дуэтом с Танакадатэ на вечерах студенческой самодеятельности. В 1882 году Танака окончил университет (кафедра физики), став самым молодым на тот момент выпускником за всю историю университета. На церемонии вручения дипломов Танака получил из рук императора Мэйдзи серебряную медаль за успехи в учёбе. С декабря следующего года Танака приступил к работе ассистентом лектора, защитив соответствующую квалификационную работу.

### Пребывание в Германии (1884—1899)
В 1884 году, получив императорскую стипендию, был отправлен в числе других молодых учёных и интеллектуалов (включая Мори Огая, в «Немецком дневнике» которого сохранились записи о Танаке) в Берлин для проведения исследований в областях музыкальной акустики и электромагнетизма, которые он определил для себя как приоритетные. Стипендия предполагала трёхлетнее пребывание в Германии, однако в итоге Танака провёл там пятнадцать лет. 11 октября 1884 года он прибыл в Берлин. В Берлинском университете начал работать под научным руководством Гельмгольца, который став профессором теоретической физики в Берлинском университете возобновил свои акустические исследования 1850-60-х годов. Танака испытал сильное влияние Гельмгольца и в общении с ним нашёл подтверждение своей гипотезы о том, что традиционная японская музыка эволюционирует и станет полифонической, а в качестве гармонической основы полифонии должен быть положен чистый строй. Кроме именно в Европе Танака начал активно музицировать сам: до приезда в Берлин он по примеру Менденхолла с полгода занимался на скрипке, но по его собственным словам осязаемых технических навыков не приобрёл. В Берлине же он по протекции Йозефа Иоахима, с дочерью которого он сидел за одной партой на лекциях по математике, поступил в Консерваторию Штерна и развил свои умения до уровня, позволявшего ему играть в консерваторском оркестре. Параллельно Танака занимался по классу фортепиано и пел в хоре; кроме то, он изучал гармонию и музыкальную форму под началом Людвига Бусслера, а контрапункт — у Генриха Беллермана. Принципиальным для его собственного развития как музыкального акустика была «инициация» именно через струнные инструменты, практика игры на которых натолкнула его на размышления о чистом строе. На протяжении всего срока пребывания в Германии Танака интенсивно впитывал в себя европейскую музыку, используя всякую возможность для получения уникального для японца своего времени панорамного представления о ней, от григорианского хорала до «позднего» Вагнера. При этом, правда, он отмечал, что Вагнер, начиная с «Тристана и Изольды» оставался для него непонятным, как и те тенденции в музыке XX века (додекафония и пр.), предвозвестником которых он считается.
В 1890 году Танака опубликовал свою ключевую работу по музыкальной акустике «Исследования чистого строя» в престижном «Vierteljahrsschrift für Musikwissenschaft». За данную работу в 1891 году Танаке была присуждена степень доктора философии Берлинского университета, а в 1892 году — степень доктора физики Токийского университета. Оперировавший новейшими научными знаниями на немецком, французском и английском языках 90-страничный трактат состоял из четырёх глав, посвящённых соответственно 1) понятию о чистом строе; 2) органу, играющему в чистом строе; 3) ретроспективному обзору эволюции учений о гармонии в свете понятия о чистом строе; 4) аналитическому обзору темперированных альтернатив чистому строю применительно к клавишным музыкальным инструментам. На момент публикации работы Танаке уже удалось реализовать свои идеи, изложенные во второй главе, на практике, создав звучащую в чистом строе фисгармонию. Ганс фон Бюлов дал инструменту название «Энгармониум» (Enharmonium) и способствовал его популяризации в Европе, написав подчёркнуто благожелательную и нарочито высокопарную обзорную статью в «Hamburgische Musik-Zeitung», в которой, впрочем, отдельными исследователями усматривается неприкрытый сарказм, особенно в пассажах о тератологии «клавирной лжи», «вскормившей бесчисленных гомо- и поликакофонических чудовищ». В том же году Танака встретился с Брукнером в Вене и продемонстрировал тому возможности своего «Энгармониума» на примере исполненной им прелюдии к первому акту «Лоэнгрина»: композитор отреагировал с большим энтузиазмом. Настоятельно рекомендовали использовать «Энгармониум» в процессе обучения музыки Йозеф Иоахим и Филипп Шпитта.
В сотрудничестве с Густавом Папендиком, преподавателем фортепиано в Консерватории Штерна, Танакой был издан дидактический сборник лёгких пьес для исполнения на его энгармониуме. В сборник вошли 18 пьес Шумана, Баха, Генделя, Моцарта, Бетховена, Палестрины, а также самого Папендика и др., которые все были транспонированы в до-мажор и были отобраны таким образом, чтобы как можно более полно раскрыть базовые возможности инструмента; сборник предваряло эссе Танаки. В июле 1892 года штутгартское предприятие по производству фисгармоний «Philip J. Trayser & Cie» начало рекламную кампанию, предлагавшую покупателям две модификации (4- и 5-октавные с 8 и 12 положениями транспонирующего рычага соответственно) энгармониума. Фисгармония была также представлена немецкому императору Вильгельму Второму, которым была выражена надежда на то, что на её основе удастся создать и духовой орган, в результате чего началась совместная работа Танаки с органостроительной компанией Эберхарда Валькера, увенчавшаяся в феврале 1893 года установкой инструмента в помещении гимназии, располагавшейся в берлинском Доротеенштадте. Первый концерт с использованием нового органа состоялся в сентябре 1893 года: исполнялись «Ave verum corpus» и другие сочинения Моцарта.

Схема клавиатуры «Энгармониума»

«Энгармониум» Танаки привлёк с себе большое внимание со стороны виднейших теоретиков музыки, композиторов, педагогов, а также учёных, работавших на стыке музыки с математикой и физикой, и некоторое время являлся одним из ключевых предметов обсуждения в соответствующих кругах Европы, хотя не редкими были и критические отзывы: например, Мандычевский в своём письме Брамсу сообщает об ограниченности применения «Энгармониума» сочинениями с редкими модуляциями и в целом указывает на немузыкальность получаемого результата. Последнее идёт вразрез с доминировавшей в те годы оценкой достижения Танака, в соответствии с которой, несмотря на то, что «Энгармониум» был на тот момент уже далеко не первой попыткой создать подобный инструмент, звучащий в чистом строе, именно Танаке, считается, удалось оптимальным образом совместить теоретическую строгость принципов, положенных в основу создания инструмента, который в объёме одной октавы имел двадцать клавишей, с ориентацией именно на задачи практического музицирования. Клавиатура энгармониума устроена таким образом, чтобы достаточно точно воспроизводить клавиатуру обычного фортепиано: в октаве семь белых клавишей (соответствуют тонам натуральной гармонической мажорной гаммы) и шесть чёрных (добавлена дополнительная клавиша между «ми» и «фа»). При этом некоторые чёрные клавиши разделены на передние и задние (их тоны могут подниматься на 34 цента с помощью специального коленного рычага), а отдельные чёрные клавиши имеют также малую переднюю белую клавишу; с помощью имеющего двенадцать положений транспонирующего рычага клавиатура может менять свой основной тон (отличный от установленного по умолчанию «до»).
В последующие годы своего пребывания в Германии Танака отошёл от музыкальной акустики и в период с 1894 по 1899 годы вёл интенсивные исследования уже в области машиностроения со специализацией на железнодорожном транспорте, при этом последние пять лет он по собственному желанию находился в Германии за свой счёт, сочтя неуместным государственное финансирование своей деятельности, принявшей направление отличное от того, под которое исходно было это финансирование получено.

### После возвращения в Японию (1899—1945)
В 1899 году Танака вернулся Японию после пятнадцатилетнего отсутствия и поступил на службу в компанию «Японские железные дороги». Дальнейшая его профессиональная карьера до самого выхода на пенсию в 1929 году была связана преимущественно с железнодорожным транспортом: постепенно с инженерных должностей он перешёл на административные. В 1907 году он начал работу в Императорском управлении железнодорожным транспортом при министерстве железнодорожного транспорта, в 1909 — представителем инспекции при Управлении, а в 1911 году — её главой. Как инспектор Танака, в частности, контролировал политику тендеров на закупку импортных комплектующих, а также определял спецификации и стандарты качества, предъявляемые к ним; при этом он занимал последовательную антиамериканскую позицию и долгое время блокировал выход американских компаний на японский рынок за счёт введения специфических требований (вроде необходимости тестировать паровые котлы в холодной, а не тёплой воде), отдавая предпочтения британским производителям, на стандарты которых он исходно и ориентировался.
Танаке также приписывается патент на изобретение первого в Японии газового светильника в 1901 году, однако среди историков японской газовой промышленности принято считать, что какое-либо его непосредственное участие в этом является крайне маловероятным, а само использование его имени неустановленными третьими сторонами было формальным; самим Танакой никаких публикаций на данную тему оставлено не было.
В 1913 году Танака руководящий пост оставил и перешёл на частичную занятость, совмещая её с работой в министерстве культуры и образования (с 1921 года входил в состав комитета по японской музыке), а также руководя созданным им ещё в 1907 году обществом музыки «Чистый звук» (яп. 美音会), специализировавшимся на высококлассном исполнении и популяризации среди интеллигенции традиционной японской музыки. Танака также активно занимался переносом японской музыки в современную нотацию. Считается, что именно им был инициирован этот процесс в Японии. Всего число записанных Танакой пьес (музыка театра но, нагаута, гидаю, хаута и пьесы других жанров) насчитывает порядка 200—300, из которых лишь небольшая часть была опубликована.
После увольнения с государственной службы в 1929 году возобновил свои исследования чистого строя (в частности, было создано, по данным разных источников, 4-6 новых фисгармоний, а также было изобретено органетто) и вёл активную исследовательскую и организационную музыкальную деятельность до самой смерти, а также руководил учреждённым им в 1930 году Институтом электротехники, за которую в 1937 году был удостоен Премии Асахи в области культуры. В последние годы своей жизни Танака также работал в созданном в военные годы в идеологических целях «Институте исследований народной духовной культуры» (отделение музыки, с 1941 года), где занимался вопросами сохранения традиционной японской музыки.
Одной из ключевых идей, разрабатывавшихся «поздним» Танакой как теоретиком музыки, является гипотеза о том, что японская музыка в своём развитии строго следует определённым принципам, которые с течением времени должны привести её к переходу от одноголосия к полноценному многоголосию. Свою роль Танака усматривал в том, чтобы подготовить и направить этот переход, своевременно заложив в неё правильный гармонический фундамент в виде чистого строя, и развивая японскую «звуковую среду», чем его общество и занималось. Основные идеи позднего периода изложены им в работе «Принципы гармонии японской музыки» (1940). В этом своём отношении к вопросу сопоставления западной и восточной музыкальных традиций Танака занимает уникальное место в дискурсе, сложившимся к тому времени в Японии и представлявшим по сути либо радикальное принятие одного и отрицание другое (и наоборот), либо откровенный эклектизм.
Танака умер в эвакуации в посёлке Тиёда (ныне Сибаяма) спустя три месяца после капитуляции Японии. Бо́льшая часть его рукописей была уничтожена во время бомбардировок Токио.
В ноябре 1971 года в родном городе учёного Минамиавадзи была установлена мемориальная плита.

## Личная жизнь
- Жена — Такэ Яманака (вступили в брак в октябре 1908 года)[1], предположительно родственница Мори Огая[16].

## Сочинения
- Tanakа, Shohé. Über Klangfiguren quadratischer Platten : Vortrag gehalten am 20. September 1886 vor der Physikalischen Section der Versammlung deutscher Naturforscher und Ärzte zu Berlin. Als Manuskript gedruckt, 1887. 5 °C.
- Tanakа, Shohé. Geschichtliche Betrachtungen über den geistigen Verkehr Japans mit dem Auslande // VII. u. viii. Jahresbericht (1888-89) des württembergischen Vereins für Handelsgeographie und Förderung deutscher Interessen im Auslande, p. 132—155. Stuttgart : W. Kohlhammer, 1890. Переиздано в сборнике: Deutschsprachige Schriften zu Japan 1477 bis 1945 / bearbeitet von Markus Koller and Max Spindler, pt. 1 . History ; Instalment 5 ; 1051. K.G. Saur, 2003.
- Tanaka, Shohé, «Studien im Gebiete der reinen Stimmung», Vierteljahrsschrift für Musikwissenschaft vol. 6 no. 1 (1890), Friedrich Chrysander, Philipp Spitta, Guido Adler (eds.), Breitkopf und Härtel, Leipzig, pp. 1-90.
- 我邦音楽の発達に就いて (О развитии японской традиционной музыки). 大日本音楽会, 1904. Переизд.: 大空社, 1991 г. 62 С.
- 最強度狭軌鉄道ト広軌鉄道トノ比較 (Сравнение максимально узко- и ширококолейных железных дорог) 鉄道院業務調査会議, 1909. 5 С. В соавторстве с Ямагути, Дзюнноскэ (山口, 準之助)
- 連結器改造意見 (Мнение о реконструкции сцепки) // 調査資料 (Материалы исследований) : 轉轍器轍叉停車場　(Стрелочные переводы железнодорожных станций)1(19??)
- 渋谷駅に於ける連動装置に就て (О механизме сцепления на станции Сибуя) // 調査資料 (Материалы исследований): 軌道 (Железнодорожные пути) 4 道枕木床[1](19??)
- 制動機に就て (О тормозах) // 調査資料 (Материалы исследований): 軌道 (Железнодорожные пути)4 枕木道床 [2](19??)
- 火災警報置裝構成上の原則に就て (О принципах рациональной конфигурации системы пожарной сигнализации) // The transactions of the Institute of Electrical Engineers of Japan. A 35(327), 781—815, 1915.
- 火災警報中繼複信装置 (Устройства дуплексной передачи информации в системах пожарной сигнализации) // The transactions of the Institute of Electrical Engineers of Japan. A 36(336), 549—580, 1916.
- 田中式乗除速算表 (Таблицы для ускоренного выполнения операций умножения и деления методом Танаки). 田中正平 編 (под ред. Танаки Сёхэя). 田中電機研究所 (Институт электротехники Танаки), 1928. 80 с.
- 新考案乗除筆算法 : 能率増進 (Новый подход к выполнению операций умножения и деления в целях повышения производительности труда). 田中電気研究所, 1931. 66 °C.
- 「ヴァイオリン」にて純正音の表出 (Игра в чистом строе на скрипке). 東京音樂協會, 1933. 29 °C.
- 印度樂律の本體 (Сущностные черты строя индийской музыки) // 東洋音楽研究, 2:1 (1939). Cc. 1-48
- 純正調発案の動機 (Мотивы обращения к чистому строю). // 日本音響学会誌, 第2号 (1940). Сc. 33-39.
- 日本和声の基礎 (Принципы гармонии японской музыки). 創元社, 1940. 165 °C.
- 音程の正確表示に就て (О показателях чистоты интервалов) // 東洋音楽研究, 2:3 (1941). Cc. 179—188.